# Lý Nhân (phủ)
Phủ Lý Nhân (里仁府) ban đầu gọi là phủ Lị Nhân (蒞仁), được lập phủ vào đời Lê Thánh Tông và đổi thành phủ Lý Nhân vào năm Minh Mạng thứ 3 (1822).
Phủ lỵ ở địa phận hai xã, phường Châu Cầu, Quy Lưu thuộc tổng Phù Đạm huyện Kim Bảng. Xung quanh phủ lỵ đắp thành đất, chu vi 317 trượng, cao 7 thước; mặt thành rộng 2 thước, chân thành dày 2 trượng. Ngoài thành, ba phía có hào, dài cộng 324 trượng, sâu 3 thước 6 tấc, rộng 2 trượng 7 thước. Thành mở 3 cửa, mỗi cửa cao 1 trượng 1 thước, bốn mặt thành xây 6 pháo đài.

## Địa giới
Phủ hạt phía đông giáp tỉnh Hưng Yên, phía tây giáp tỉnh Ninh Bình, phía nam giáp tỉnh Nam Định, phía bắc giáp huyện Phú Xuyên.

## Lịch sử
Đời Hán là đất quận Giao Chỉ. Đời Lý gọi là châu Lị Nhân (蒞仁州). Sử chép các vua Lý Thái Tông, Lý Nhân Tông từng cho dựng hành cung ở châu Lị Nhân (Toàn thư, BK2-35a). Đời Trần cũng gọi là châu Lị Nhân (bản in Việt sử lược in sót nét thành Vị Nhân 位仁). Thời thuộc Minh là huyện Lị Nhân thuộc phủ Giao Châu. Đời Lê kiêng âm (đọc Lợi Nhân) nhưng vẫn viết Lị 蒞 không phải đổi chữ. Đến đời Lê Thánh Tông thăng làm phủ, thuộc Sơn Nam thừa tuyên. Các vương triều sau vẫn theo thế. Năm Minh Mạng thứ 3 (1822) đổi là phủ Lý Nhân (里仁府), vẫn gồm 5 huyện Kim Bảng, Duy Tiên (trước Lê Trung hưng là Duy Tân), Thanh Liêm, Nam Xương (Nam Xang), Bình Lục như thời Lê sơ. Năm 1831, Minh Mạng cho lập tỉnh Hà Nội và sáp nhập phủ Lý Nhân của trấn Sơn Nam vào tỉnh Hà Nội.
Năm Thành Thái thứ 3 (1890), tách phủ Lý Nhân làm tỉnh Hà Nam.

## Hành chính
Phủ có 5 huyện: kiêm lý  2 huyện Duy Tiên, Kim Bảng; thống hạt 3 huyện Thanh Liêm, Bình Lục, Nam Xương (Nam Xang), gồm 33 tổng:
1. Huyện Duy Tiên, có 6 tổng: 1.Tổng Bạch Sam 2.Tổng Lam Cầu 3.Tổng Tiên Xá 4.Tổng An Khê 5.Tổng Hoàng Đạo 6.Tổng Đội Sơn
2. Huyện Kim Bảng, có 6 tổng: 1.Tổng Kim Bảng 2.Tổng Hương Đàn 3.Tổng Phù Lưu 4.Tổng Thuỵ Lôi 5.Tổng Phù Khê 6.Tổng Quyển Sơn
3. Huyện Thanh Liêm, có 8 tổng: 1.Tổng Mễ Trường 2.Tổng Kỷ Cầu 3.Tổng Mai Cầu 4.Tổng Mỹ Xá 5.Tổng Hương Ngải 6.Tổng Động Xá 7.Tổng Cẩm Bối 8.Tổng Điều Hộ
4. Huyện Bình Lục, có 4 tổng: 1.Tổng Ngô Xá 2.Tổng Yên Đổ 3.Tổng Bồ Xá 4.Tổng Mai Động
5. Huyện Nam Xương, có 10 tổng: 1.Tổng Vũ Điện 2.Tổng Thổ ốc 3.Tổng An Trạch 4.Tổng Công Xá 5.Tổng Ngô Khê 6.Tổng Trần Xá 7.Tổng Trác Bút 8.Tổng Đồng Thủy 9.Tổng Ngu Nhuế 10. Tổng Cao Đà